# Marolambo (stad)
Marolambo is een stad in Madagaskar, gelegen in de regio Atsinanana. De stad telt 24.787 inwoners (2005). Het is de grootste stad aan de rivier de Nosivolo.

## Geschiedenis
Marolambo is gesticht door Franse kolonisten. Het gebied is zo afgelegen dat er geen auto's in de stad waren te vinden tussen 1972 en 2006, volgens een rapport uit 2010. Sinds de jaren 40 van de 20e eeuw tot de vroege jaren 70 was er de mogelijkheid om de stad te bereiken met de auto, dit werd echter wel bemoeilijkt door de slechte staat aan de weg als gevolge van achterstallig onderhoud.
Tot 1 oktober 2009 lag Marolambo in de provincie Toamasina. Deze werd echter opgeheven en vervangen door de regio Atsinanana. Tijdens deze wijziging werden alle autonome provincies opgeheven en vervangen door de in totaal 22 regio's van Madagaskar.

## Infrastructuur
Volgens onderzoeker Hilde Niessen, die antropologisch veldwerk heeft gedaan in het gebied, is het gebied mede door de gebrekkige infrastructuur en de ligging niet interessant voor buitenstaanders zoals ambtenaren en medische hulpverleners.
Marolambo beschikt over een kleine landingsbaan, die rond 1993 werd aangelegd door de Mission Aviation Fellowship. Hierbij werden diverse heuvels op de top vlak gemaakt. De bouw veroorzaakte veel schade als gevolg van erosie tijdens het regenseizoen. Tussen 2007 en 2009 werd de landingsbaan verhard door MAF die leveringen brengt aan het gebied.
Naast het basisonderwijs wordt er in de stad middelbaar onderwijs gegeven, zowel privé als particulier. Ook beschikt de stad over haar eigen openbare en privéziekenhuizen.